# Ройстон Дренте
Ройстон Дренте (нід. Royston Drenthe, нар. 8 квітня 1987, Роттердам) — нідерландський футболіст, лівий захисник, фланговий півзахисник клубу «Аланія».
Насамперед відомий виступами за клуби «Феєнорд» та «Реал Мадрид», а також національну збірну Нідерландів.
Чемпіон Іспанії. Володар Суперкубка Іспанії з футболу.

## Клубна кар'єра
Народився 8 квітня 1987 року в місті Роттердам. Вихованець футбольної школи клубу «Феєнорд». Дорослу футбольну кар'єру розпочав 2005 року в основній команді того ж клубу, в якій провів два сезони, взявши участь у 29 матчах чемпіонату.
Своєю грою за цю команду привернув увагу представників тренерського штабу клубу «Реал Мадрид», до складу якого приєднався 2007 року. Відіграв за королівський клуб наступні три сезони своєї ігрової кар'єри. За цей час виборов титул чемпіона Іспанії, ставав володарем Суперкубка Іспанії з футболу.
Згодом з 2010 по 2012 рік грав на правах оренди у складі команд клубів «Еркулес» та «Евертон».
До складу клубу «Аланія» приєднався у грудні 2012 року.

## Виступи за збірні
Протягом 2007–2008 років залучався до складу молодіжної збірної Нідерландів. На молодіжному рівні зіграв у 24 офіційних матчах, забив 7 голів.
У 2008 році захищав кольори олімпійської збірної Нідерландів. У складі цієї команди провів 6 матчів.
У 2010 році дебютував в офіційних матчах у складі національної збірної Нідерландів. Наразі провів у формі головної команди країни лише один матч.

## Титули і досягнення
- Чемпіон Іспанії (1):

«Реал Мадрид»: 2007-08
- Володар Суперкубка Іспанії з футболу (1):

«Реал Мадрид»: 2008
- Чемпіон Європи (U-21): 2007